# Lăstun de copac
Lăstunul de copac (Petrochelidon nigricans) este o specie de pasăre din familia Hirundinidae. Se reproduce în Australia, mai ales la sud de latitudinea 20° S și pe insula Timor. Este migrator, iernând prin cea mai mare parte a Australiei, Noua Guinee, Indonezia la est de linia Wallace și Insulele Solomon. Ocazional apare în Noua Zeelandă, unde s-a reprodus, și în Noua Caledonie. Această specie este plasată frecvent în genul Hirundo ca Hirundo nigricans.
Este o pasăre de pădure deschisă, de preferință cu copaci mari pentru a oferi găuri pentru cuib. Este din ce în ce mai frecventă în zonele urbane și suburbane.

## Descriere

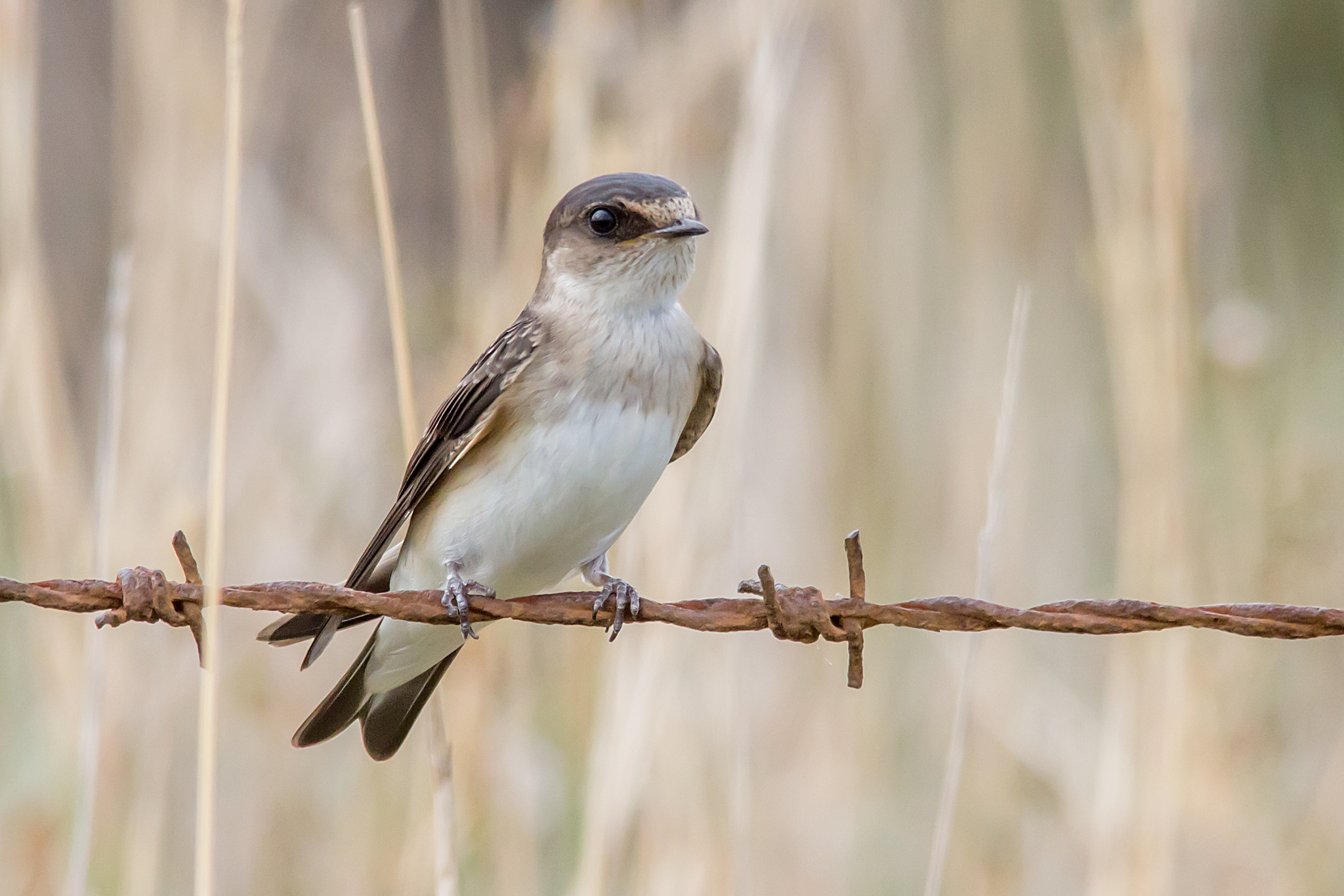
Petrochelidon nigricans

Lăstunul de copac are o lungime medie de 13 cm și are o coadă ușor bifurcată. Adultul are spatele și creștetul capului albastru lucios, aripi și coadă maro, o frunte ruginie și o târtiță albicioasă. Părțile inferioare sunt albe. Sexele sunt asemănătoare, dar păsările tinere sunt maro, cu o frunte mai palidă și franjuri palide pe spate și pe penele aripilor.

## Taxonomie
Această specie se poate distinge de alte rândunele australiene prin forma cozii și prin târtiță palidă. Cea mai asemănătoare specie, lăstunul ariel, are capul și ceafa ruginii.
Lăstunul de copac are trei subspecii:
- P. n. nigricans, cea mai mare subspecie, se reproduce în estul Australiei, cu excepția nordului Queenslandului și este forma care s-a reprodus în Noua Zeelandă.
- P. n. neglecta   se reproduce în vestul și nordul Australiei. Este puțin mai mic decât specia nominală, cu o lungime de 11-12 cm.
- P. n. timoriensis, cea mai mică subspecie, se reproduce în principal în Timor. Are dungi întunecate pe gât și la gât.

## Galerie

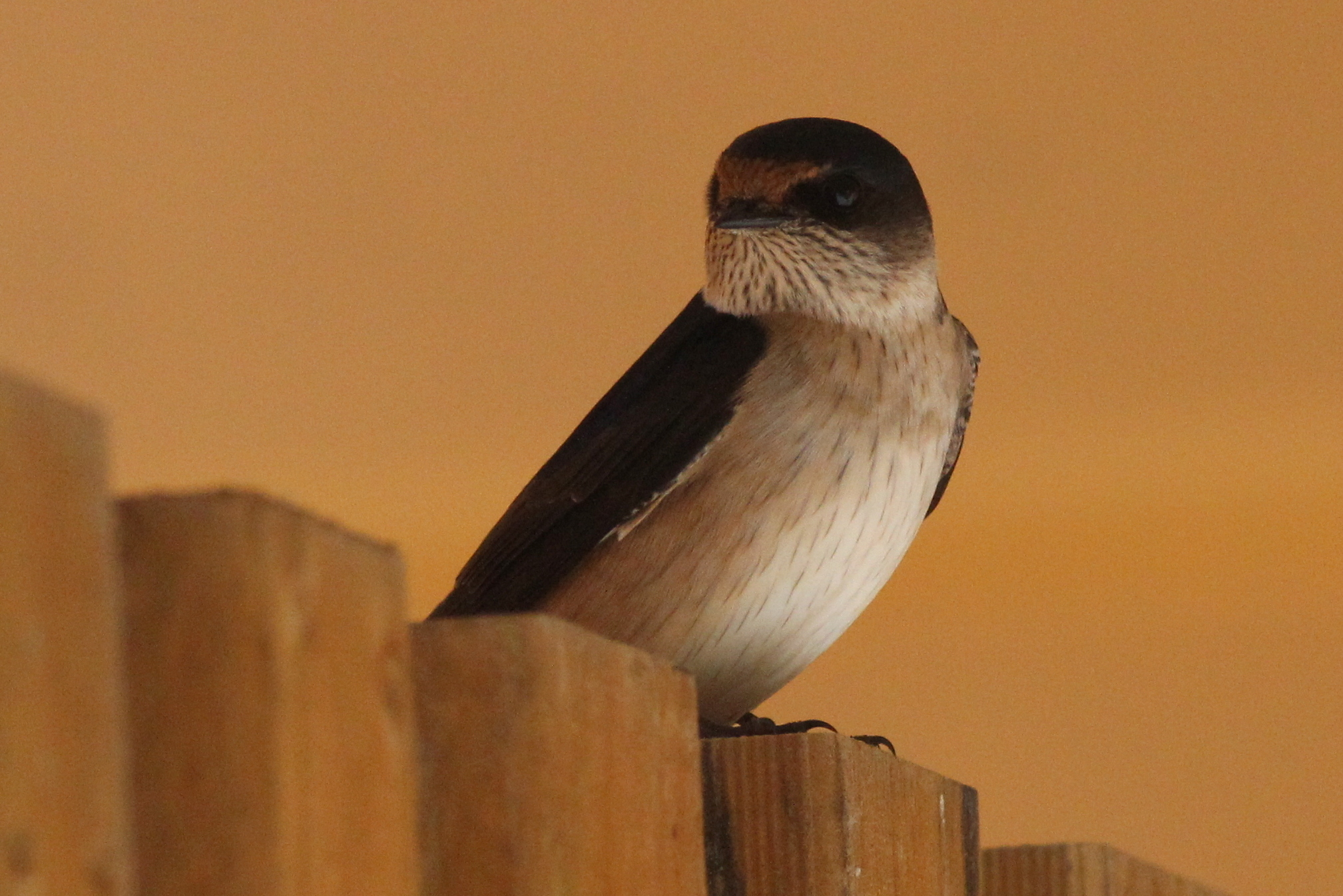
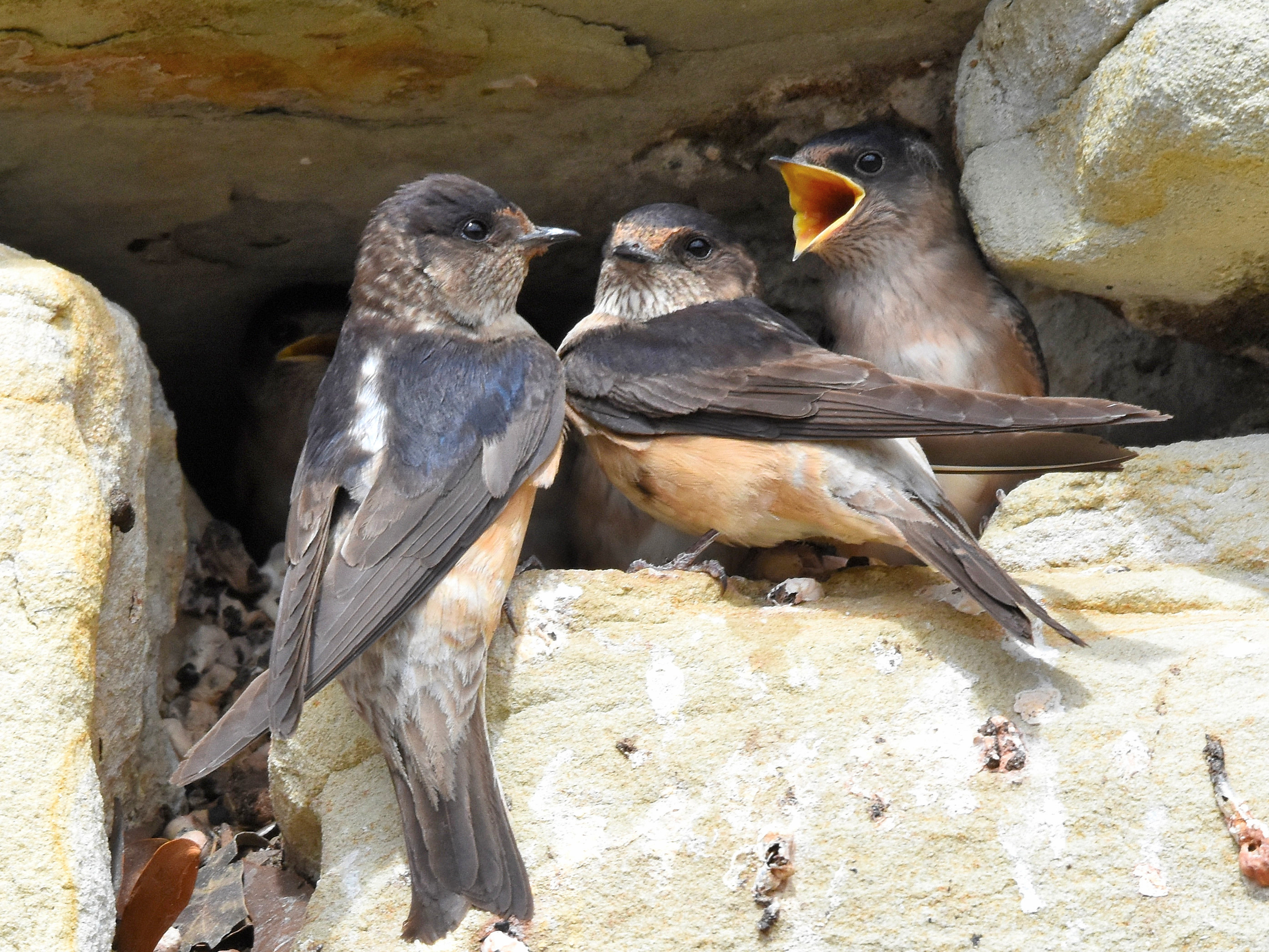
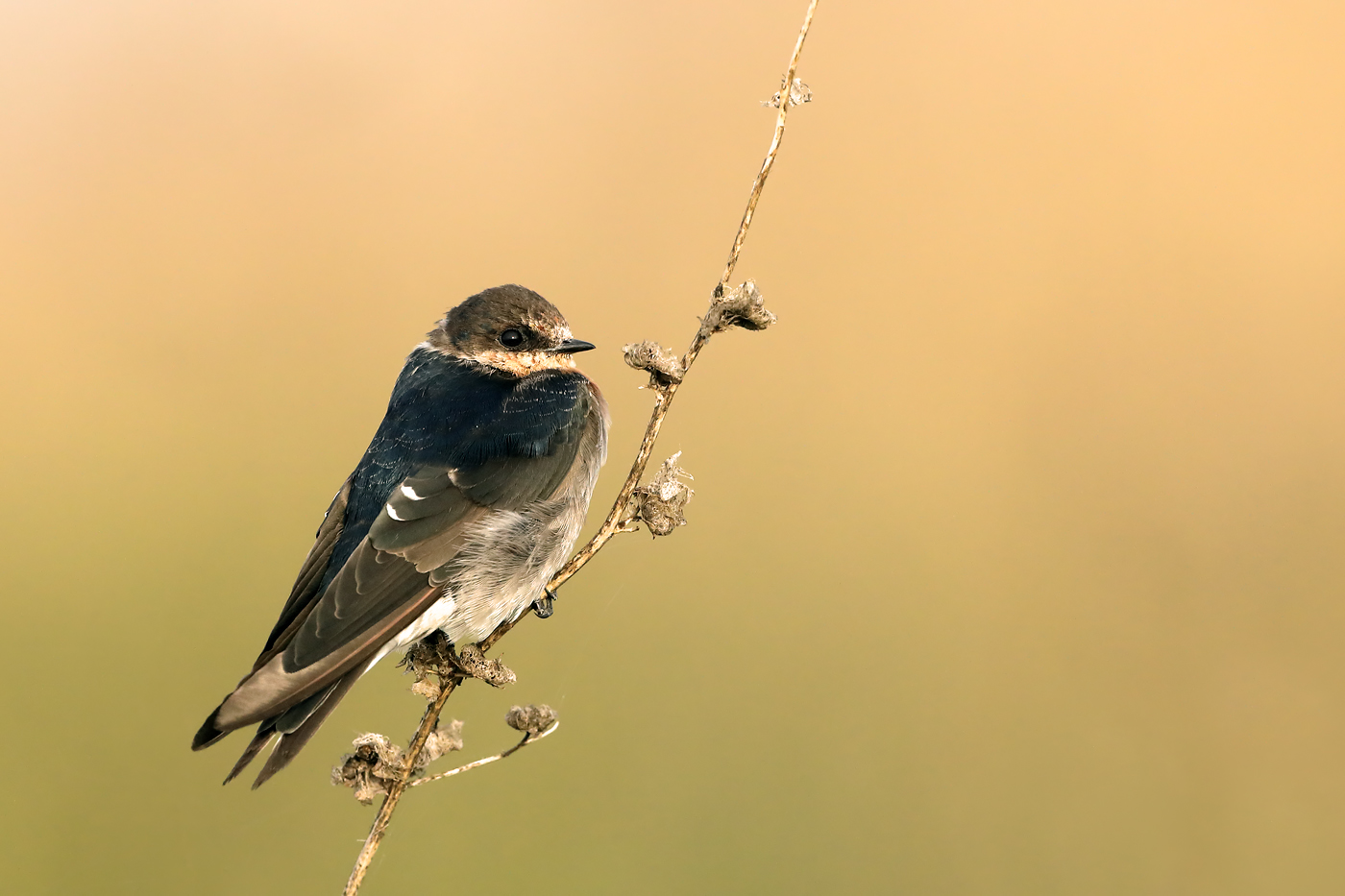